# 鄉村俱樂部

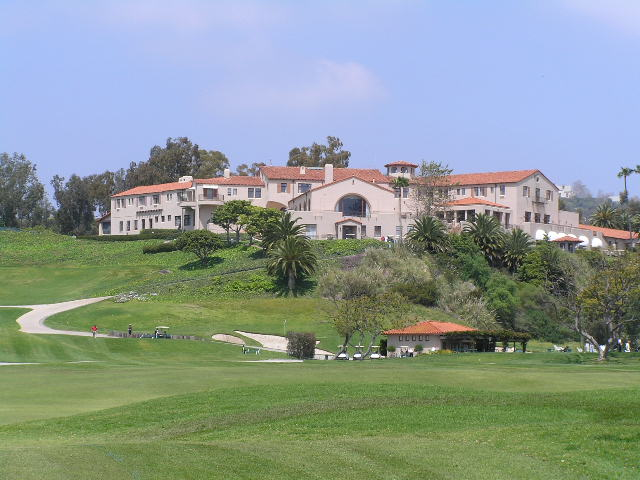

鄉村俱樂部（country club）是指私人所有的高爾夫球俱樂部及高爾夫球場，通常需要會員資格才能使用。大多數鄉村俱樂部位於郊外或者農村。鄉村俱樂部起源於蘇格蘭。